# Crateri di Titania
Segue una lista dei crateri d'impatto presenti sulla superficie di Titania. La nomenclatura di Titania è regolata dall'Unione Astronomica Internazionale; la lista contiene solo formazioni esogeologiche ufficialmente riconosciute da tale istituzione.
I crateri di Titania portano i nomi di personaggi femminili delle opere di William Shakespeare.
Sono tutti localizzati nell'emisfero sud poiché questo era il solo visibile durante il fly-by della sonda Voyager 2, l'unica ad avere finora raggiunto Titania.

## Prospetto
| Cratere    | Eponimo                                 | Latitudine | Longitudine | Diametro |
| ---------- | --------------------------------------- | ---------- | ----------- | -------- |
| Adriana    | Adriana (La commedia degli errori)      | 20,1° S    | 3,9° E      | 50 km    |
| Bona       | Bona (Enrico VI, parte III)             | 55,8° S    | 351,2° E    | 51 km    |
| Calphurnia | Calpurnia (Giulio Cesare)               | 42,4° S    | 291,4° E    | 100 km   |
| Elinor     | Eleonora (Re Giovanni)                  | 44,8° S    | 333,6° E    | 74 km    |
| Gertrude   | Gertrude (Amleto)                       | 15,8° S    | 287,1° E    | 326 km   |
| Imogen     | Imogene (Cimbelino)                     | 23,8° S    | 321,2° E    | 28 km    |
| Iras       | Iras (Antonio e Cleopatra)              | 19,2° S    | 338,8° E    | 33 km    |
| Jessica    | Jessica (Il mercante di Venezia)        | 55,3° S    | 285,9° E    | 64 km    |
| Katherine  | Caterina (Enrico VIII)                  | 51,2° S    | 331,9° E    | 75 km    |
| Lucetta    | Lucietta (I due gentiluomini di Verona) | 14,7° S    | 277,1° E    | 58 km    |
| Marina     | Marina (Pericle, principe di Tiro)      | 15,5° S    | 316,0° E    | 40 km    |
| Mopsa      | Mopsa (Il racconto d'inverno)           | 11,9° S    | 302,2° E    | 101 km   |
| Phrynia    | Frione (Timone d'Atene)                 | 24,3° S    | 309,2° E    | 35 km    |
| Ursula     | Orsola (Molto rumore per nulla)         | 12,4° S    | 45,2° E     | 135 km   |
| Valeria    | Valeria (Coriolano)                     | 34,5° S    | 4,2° E      | 59 km    |